# Banys àrabs de Torres Torres
Els banys àrabs de Torres Torres (Camp de Morvedre, País Valencià), se situen al costat de la població, junt a la Séquia Major de Sagunt que voreja l'antic nucli urbà, en la Plaça de l'església. Són datats del segle xiv.
El recinte cobert dels banys és una planta de forma rectangular que conté tres sales també rectangulars cobertes amb voltes, disposades en paral·lel i en orientació nord-sud, conegudes amb els noms de freda, tèbia i calenta. L'entrada als banys es localitzava en el nord. Des del vestíbul s'accedia per una porta de mig punt a la sala freda. La sala freda és la més austera de les tres. La sala tèbia és la de major superfície i amplària. Està dividida en tres parts per mitjà de dos arcs de mig punt fets amb maons, que conformen dues alcoves laterals que s'alcen un graó pel que fa a l'espai central. La tercera sala és la calenta i té una superfície d'uns 6,80 x 2,42 m, i s'escalfa per una cambra subterrània on s'injecta aire calent.
El paviment dels banys és de maons cuits disposats en espina de peix. La il·luminació de l'interior s'aconsegueix per les llucanes. Són de secció estavellada i tronco-piramidals de base en l'intradós de la volta.

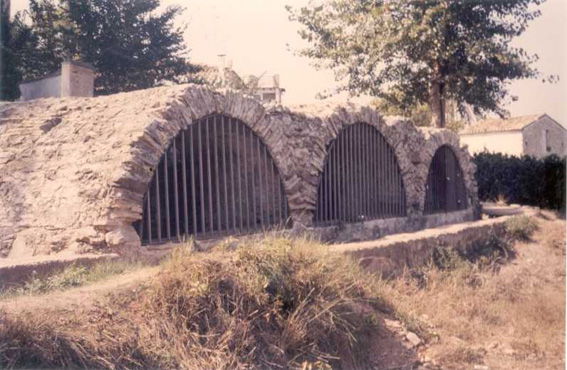
Banys àrabs.

L'any 2003, una excavació arqueològica va permetre, a més d'oferir una datació més precisa -segle xiv, ja en època cristiana-, documentar les estructures corresponents al Vestíbul o sala de descans dels banys. L'estança és de planta quadrada, amb murs perimetrals construïts de tàpia amb crosta de morter.
Tipològicament, els Banys de Torres Torres responen al model que es repeteix al llarg de tota la geografia històrica àrab: tres sales amb una central més ampla. Les llucanes de secció estavellada i forma en tronc de piràmide, són estilísticament representatives de l'arquitectura àrab. El sistema hidràulic, basat particularment en el proveïment de la Séquia Major de Sagunt, podia veure's complementat per un aljub veí, del qual hi derivaria el que encara subsisteix, concebut per a servei de la població.